# Wilhelm Ahrens (Politiker, 1878)
Friedrich Wilhelm Ahrens (* 9. Mai 1878 in Oschersleben an der Bode; † 6. November 1956 in Berlin) war ein deutscher Buchdrucker, Krankenkassenfunktionär und Kommunalpolitiker der SPD in Berlin.

## Leben
Wilhelm Ahrens wuchs als Sohn des Feldaufsehers Wilhelm Ahrens und seiner Gattin Maria geb. Sanderling in Oschersleben auf. Der Vater starb, als der Sohn erst zwei Jahre alt war. Wilhelm Ahrens jr. besuchte eine Bürgerknabenschule und erlernte anschließend den Beruf des Schriftsetzers. Danach ging er auf Wanderschaft.
Er ließ sich schließlich in Charlottenburg bei Berlin nieder, wo er ab 1896 als Schriftsetzer und Buchdrucker tätig war. 1897 wurde er Mitglied im Verband der Deutschen Buchdrucker, wo er bereits 1900 in den Vorstand einrückte. Seit 1899 war er Mitglied der SPD. Ab 1904 gehörte er dem Vorstand der Allgemeinen Ortskrankenkasse von Charlottenburg an, deren Vorsitz er ab 1905 bekleidete, ein Amt, das er fast drei Jahrzehnte lang innehaben sollte. Zudem wirkte er in der Zentralkommission der Krankenkassen Berlins mit. Ahrens gründete 1912 eine Druckerei, die er in den Folgejahren erfolgreich vergrößern konnte. Im gleichen Jahr wurde er Vorsitzender des Verbandes Berliner Krankenkassen und der Provinz Brandenburg. 
Wilhelm Ahrens entwickelte sich, zunächst auf kommunaler und regionaler, dann auch auf Reichsebene, zu einer zentralen Figur der sozialdemokratischen Krankenkassenbewegung. Dabei vertrat er allerdings die Arbeitgeberseite und verstand es zudem, die Verbandstätigkeit mit seinen wirtschaftlichen Interessen zu verbinden, indem er sich auf diesem Wege Druckaufträge sicherte. Zusätzlich zu den Verbandsaktivitäten engagierte sich Ahrens in der Kommunalpolitik Charlottenburgs, wo er 1911 in die Stadtverordnetenversammlung gewählt wurde. Im Jahr 1916 erfolgte seine Ernennung zum unbesoldeten Stadtrat.
1920 bekämpfte Ahrens die Kapp-Putschisten durch Verbreitung selbstgedruckter Flugblätter. Aus dieser Aktivität erwuchsen ihm zahlreiche persönliche Kontakte zu führenden SPD-Politikern, darunter Friedrich Stampfer und Otto Wels.
Ab 1920 fungierte Ahrens als unbesoldeter Stadtrat im neuen Magistrat von Groß-Berlin. Zudem wurde er zum Mitglied der Berliner Stadtverordnetenversammlung gewählt. Im Magistrat setzte er sich vor allem für die Belange der Feuerwehr ein und wirkte im Park- und Gartenamt sowie im Ausstellungs-, Messe- und Fremdenverkehrsamt. 
Im Lauf der 1920er-Jahre wuchs die Verbandstätigkeit von Ahrens weiter an. Ab 1924 amtierte er als Vorsitzender des Hauptverbandes Deutscher Krankenkassen und ab 1928 zudem als Vorsitzender von dessen Provinzialverband Berlin-Brandenburg sowie der Betriebskrankenkasse Berlin. Außerdem war er Aufsichtsratsvorsitzender der Heilmittelversorgung deutscher Krankenkassen AG. Ab 1925 gehörte er überdies dem Vorstand der Bank der Arbeiter, Angestellten und Beamten in Berlin an. Ab 1929 war Ahrens stellvertretendes Mitglied im Preußischen Staatsrat.

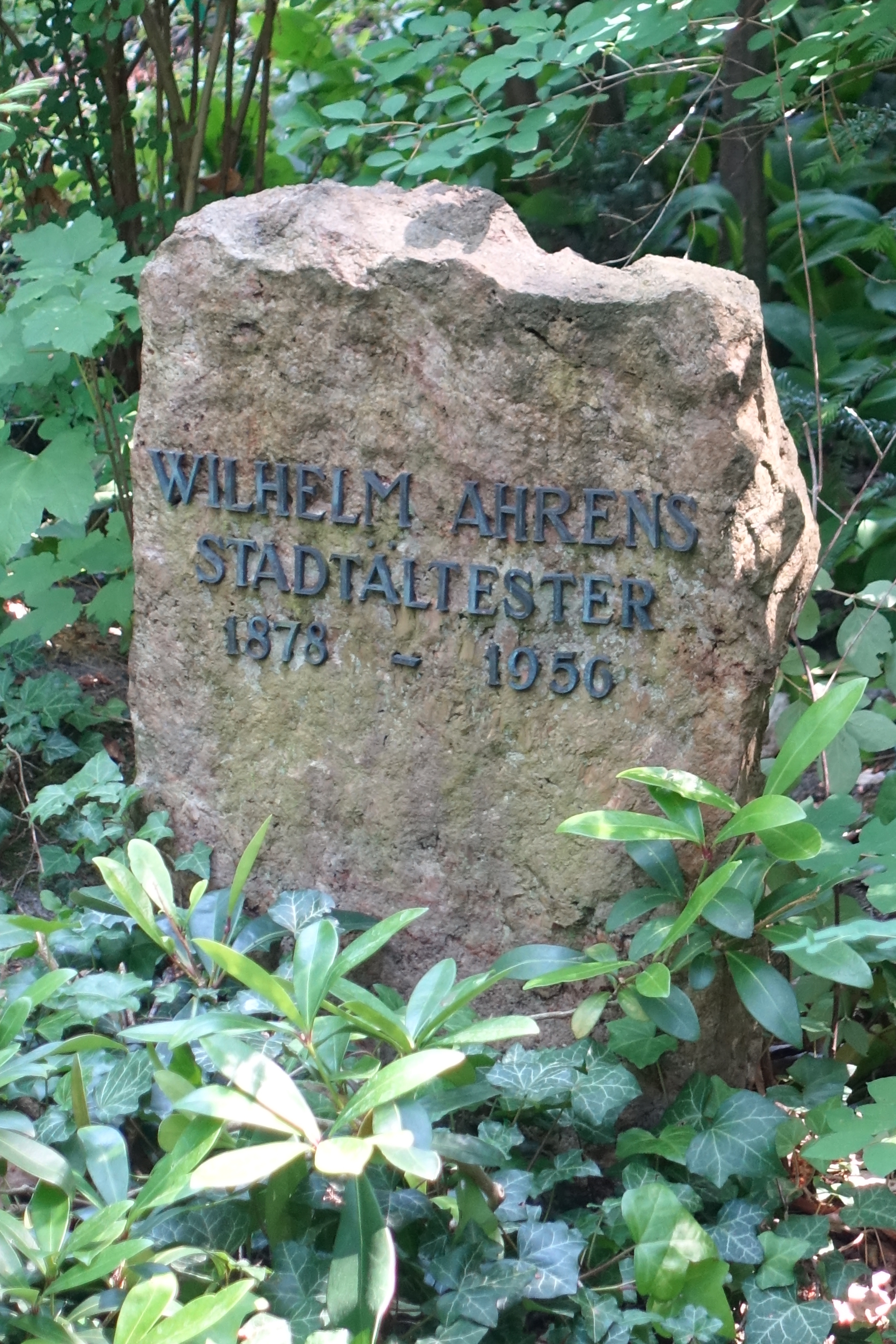
Grabstein von Wilhelm Ahrens auf dem Friedhof Heerstraße in Berlin-Westend

Nach der Machtübernahme der Nationalsozialisten 1933 verlor Wilhelm Ahrens alle seine politischen Ämter und seine Ehrenämter. Die Gestapo inhaftierte ihn vorübergehend. Der Enteignung seiner Druckerei kam er durch deren Übergabe an seinen Sohn zuvor. Noch 1933 zog Ahrens sich nach Geltow bei Potsdam zurück, wo er bis zum Ende des Zweiten Weltkriegs lebte. Trotz Überwachung durch die Gestapo und einer weiteren Inhaftierung im Jahr 1935 nahm Ahrens in Geltow an illegalen Zusammenkünften von SPD-Genossen wie Eugen Ernst, Helmut Lehmann und Erich Flatau teil. Im Rahmen der Aktion Gitter kam es 1944 zu einer weiteren kurzzeitigen Verhaftung von Ahrens.
Nach Ende des Krieges kehrte Wilhelm Ahrens nach Charlottenburg zurück. Dort gründete er 1946 zusammen mit seinem Sohn die Westkreuz-Druckerei und war in der Folge wieder als selbstständiger Drucker in Berlin tätig. Anlässlich seines 75. Geburtstags wurde ihm 1953 der Ehrentitel Stadtältester von Berlin verliehen.
Er war seit 1899 mit Martha geb. Eisemann verheiratet. Der Ehe entstammte der erwähnte Sohn. Martha Ahrens ist vor dem Jahr 1948 verstorben.
Wilhelm Ahrens verschied im November 1956 im Alter von 78 Jahren in Charlottenburg. Beigesetzt wurde er auf dem dortigen landeseigenen Friedhof Heerstraße im heutigen Ortsteil Berlin-Westend. Die letzte Ruhestätte von Wilhelm Ahrens (Grablage: II-W12-23) ist als Ehrengrab des Landes Berlin gewidmet.